# Arechistadion
Het Arechistadion is een multifunctioneel stadion in Salerno, een stad in Italië. Het stadion wordt vooral gebruikt voor voetbalwedstrijden, de voetbalclub US Salernitana 1919 maakt gebruik van dit stadion. Het stadion werd geopend in 1990 en er is plaats voor 37.245 toeschouwers. Ook het nationale elftal speelde enkele keren in dit stadion.